# Atles Saharià
L'Atles del Sàhara (àrab: الأطلس الصحراوي, al-Aṭlas aṣ-Ṣaḥrāwī) és una serralada del sistema muntanyós de l'Atles. Es troba principalment a Algèria, amb l'extrem oriental a Tunísia. Tot i que no és tan alt com l'Alt Atles del Marroc, els seus cims són més imponents que la serralada de Tell Atles, situada en paral·lel més a prop la costa. El pic més alt de la serralada és el Djebel Aissa de 2.236 m (7.336 peus) d'alçada a la serralada Ksour.

## Geografia
L'Atles del Sàhara consta de tres parts: la serralada Ksour a l'oest, la serralada Amour al centre i la serralada Ouled-Naïl a l'extrem oriental. També inclou l'Aurès (Belezma), les muntanyes Hodna, la serralada Nememcha i les muntanyes Zab. L'Atles Tell i l'Atles Saharià es fusionen a l'est per unir-se a la serralada de Tébessa i les muntanyes Medjerda.
Vorejat al nord per les Hautes Plaines, l'Atles del Sàhara és un dels vasts altiplans d'Àfrica, format per una base de roca coberta pel sediment de mars poc profunds i dipòsits al·luvials.
Els rius de l'Atles del Sàhara alimenten les valls, anomenades wadis. Entre aquests, hi ha els rius Chelif i Touil que drenen, respectivament, les serres Amour i Ouled-Naïl. Aquests rius només contenen aigua durant els períodes humits.
Les muntanyes de l'Atles del Sàhara marquen la vora nord del desert del Sàhara. Les muntanyes reben algunes precipitacions durant l'any i són més adequades per a l'agricultura que la regió de l'altiplà al nord.
Avui en dia la majoria de la població de la regió és Berber Chaoui. Les muntanyes també han estat durant molt de temps la llar d'exiliats expulsats de les fèrtils regions costaneres.